# Arthrotardigrada
De Arthrotardigrada zijn een orde van de beerdiertjes. Het zijn kleine gesegmenteerde diertjes.

## Families
- Archechiniscidae
- Batillipedidae
- Coronarctidae
- Halechiniscidae
- Neoarctidae
- Neostygarctidae
- Renaudarctidae
- Stygarctidae